# Oblast' di Čita
L'oblast' di Čita (in russo Читинская область?) era un'oblast' della Russia che si trovava a sud-est della Russia asiatica. Capitale dell'oblast' era la città di Čita. L'oblast' si estendeva per una superficie 431.500 km² e aveva 1.155.346 abitanti; confinava con la Cina (998 km) e con la Mongolia (868 km).
Il 1º marzo 2008 l'oblast' si è fusa con l'Aga Buriazia creando così un nuovo territorio (kraj), lo Zabajkal'skij.